# Bagsværd Kirke
Bagsværd Kirke beliggende på Taxvej 16, Bagsværd i Gladsaxe Kommune er en kirke, tegnet af arkitekten Jørn Utzon og opført 1973–1976. Hovedentreprenør var Christiani og Nielsen. Kirken erstattede efter 50 år, den midlertidige kirke i Bagsværd.

## Historie
1538 blev den daværende kirke i Bagsværd revet ned. Christian 3. havde befalet at stenene skulle anvendes bygning af universitet og præsteskole i København. Bagsværdboerne var nu henvist til at benytte Gladsaxe Kirke. I slutningen af 1800 tallet byggede Bagsværdboere et menighedshus i nærheden af Bagsværd skole. Huset blev rammen om et voksende menighedsliv.
Søndag den 14. oktober 1923 blev den lille midlertidige kirke i indviet Bagsværd, som dækkede det kirkelige behov i de følgende år, indtil den nuværende kirke blev indviet i 1976.

## Sognepræster og kirkebogsførere
| Navn                    | Embedesperiode | Levetid   |
| Poul Bernhardt Pedersen | 1950-1962      | 1914-2013 |
| Svend Aage Simonsen     | 1963-1989      | 1924-2009 |
| Jens Aage Barfoed       | 1989-2008      | 1941-2022 |
| Charlotte Pedersen      | 2008-          | 1959-     |

## Kirkebygningen
Kirkens beliggenhed mellem en trafikeret hovedgade og et åbent område med grøn beplantning på en lang smal grund har formet et langt, smalt bygningsanlæg, som åbner sig ind mod små, indre gårde, med lukkede facader mod omverdenen. Kirkens vestgavl med hvid kakkel- og bølgeprofilbeklædning giver kirken et præg af anonymitet.
Kirken har en tillukket facade, hvor utraditionelle materialer som præfabrikerede betonelementer, aluminium og glasafdækkede partier leder tankerne hen på industriens huse. Men kirken er også en moderne abstraktion over en arketypisk dansk hvidkalket, romansk landsbykirke. Inde i kirken overrasker et usædvanligt kirkerum. Et organisk bølgende betonhvælv åbner opefter og kulminerer lige der, hvor ovenlyset strømmer ind. Lyset i kirkerummet, der har 250 siddepladser, kommer overvejende fra det nordvendte meget store højtsiddende sidelys der reflekterer ned ad de hvidkalkede, krumme loftsflader og giver et skyggeløst lys, som aftager svagt nedefter. Specielt er endvidere at dagslyset falder mest koncentreret over alterpartiet og gulvarealet omkring alteret, hvor de kirkelige handlinger foregår. Kirkerummet fortsætter delvist ud i sidebygningerne, hvorfra der kommer et kraftigt dagslys ovenfra. Udover selve kirkerummet er der konfirmandstuer, mødesal, kontorer samt lokaler til kirkelig ungdomsarbejde. Alle siderummene er forbundet med brede gange, som løber både på tværs af huset og langs bygningens ydervægge.
Kirkens arkitekt Jørn Utzon sagde om kirkerummet: Jeg er inspireret af skyerne og har lavet et rum, der forsvinder opad.

## Inventar
Kirkens inventar er tegnet af Jørn Utzon. Det gælder både for døbefonten, prædikestolen og alteret, der er udført af præfabrikerede, blankslebne, hvide betonelementer. Altervæggen består af et luftigt net af tynde, hvide teglfliser. bag væggen er kirkens sakristi, der også kan fungere som andagtsrum. Altertæpper og anden kunstnerisk udsmykning var udført af væveren og keramikeren Lin Utzon, der som gennemgående motiv havde valgt kors og blomsterblade. I påsken 2017 blev der af kunsthåndværker Janne Wendt udarbejdet nye messehageler og gardiner efter forlægget af de gamle, som var blevet affarvede og gråmelerede.
Kirkens orgel med 23 stemmer er tegnet af Jørn Utzon og bygget af Poul-Gerhard Andersen i 1979.
De fire klokker er ophængt i det høje sydvendte tårn. De er leveret af klokkefirmaet THUBALKA i Vejle og støbt i klokkestøberiet EIJSBOUTS i Holland.

### bibelord på klokkerne
Den mindste klokke:
Lad de små børn komme til mig.
Den tredjestørste klokke:
Jeg er livets brød.
Den næststørste klokke:
Jeg forkynder jer en stor glæde.
Den største klokke:
Kristus er opstanden.

### Utzonflyglet
Bagsværd Kirke indviede 20. september 2009 Utzonflyglet, et halvkoncertflygel (232 cm) tegnet af Jørn Utzon, som det allersidste han havde over tegnebordet. Arbejdet med instrumentet er efter Jørn Utzons død færdiggjort af sønnen Jan Utzon i tæt samarbejde med klaverbyggeriet Steingraeber & Söhne i Bayreuth.

## Galleri
- Bagsværd Kirke
- Kirkerummet
- Kirkerummet
- Gang i sidebygning